# Falsomesosella perakensis
Falsomesosella perakensis är en skalbaggsart som beskrevs av Stefan von Breuning 1960. Falsomesosella perakensis ingår i släktet Falsomesosella och familjen långhorningar. Inga underarter finns listade i Catalogue of Life.